# Шомоев, Антон Вячеславович
Антон Вячеславович Шомоев (род. 5 июня 1981, Улан-Удэ) — российский шахматист, гроссмейстер (2002).
Отец — Вячеслав Шомоев — известный арбитр и организатор в Республике Бурятия.
Антон Шомоев — неоднократный победитель и призёр чемпионатов Сибирского федерального округа, соревнований Высшей лиги чемпионатов России, финалов Кубка России по классике и рапиду[где?][когда?]. Кроме того, победитель на крупных российских и международных турнирах.
Поделил 3-4-е место в финальном турнире Кубка России по быстрым шахматам 2012 года, тем самым став его бронзовым призёром.
Секундант Александрa Рязанцева на Суперфиналах чемпионатов страны.

## Спортивные результаты
| Год  | Город      | Турнир                | + | − | = | Результат | Место |
| ---- | ---------- | --------------------- | - | - | - | --------- | ----- |
| 2002 | Краснодар  | 55-й чемпионат России | 3 | 3 | 3 | 4½ из 9   | 21—31 |
| 2003 | Красноярск | 56-й чемпионат России | 2 | 4 | 3 | 3½ из 9   | 64—74 |
| 2011 | Москва     | Аэрофлот Оупэн        |   |   |   | 4½ из 9   | 33—55 |
| 2012 | Москва     | Аэрофлот Оупэн        |   |   |   | 5½ из 9   | 9—25  |

## Изменения рейтинга
| Графики недоступны из-за технических проблем. См. информацию на Фабрикаторе и на mediawiki.org. |